# Maison de naissance d'Isaac Newton
Pour les articles homonymes, voir Newton.
Le manoir de Woolsthorpe, lieu de naissance d'Isaac Newton (Woolsthorpe Manor Newton's birthplace, en anglais) est un manoir-musée de style médiéval du XVIIe siècle, du hameau de Woolsthorpe-by-Colsterworth, près de Grantham, dans le comté de Lincolnshire en Angleterre, à 180 km au nord de Londres. Sir Isaac Newton (1643-1726, un des plus célèbres scientifiques anglais de l'Histoire des sciences et de la Révolution scientifique) y naît le 4 janvier 1643, et y passe son enfance et une partie de sa vie scientifique. Propriété du National Trust for Places of Historic Interest or Natural Beauty, un musée scientifique lui est consacré, et le manoir est classé Monument Grade I du Royaume-Uni.

## Historique

### Isaac Newton
Sir Isaac Newton naît le 4 janvier 1643 (né prématurément dans une famille anglicane puritaine, une heure ou deux après minuit du 25 décembre 1642 du jour de Noël et de la Nativité du calendrier julien de l'époque) dans ce manoir d'un domaine familial prospère, fils d'Isaac Newton (père) (éleveur de mouton yeoman, producteur de laine, d'ou le nom de Woolsthorpe, Wool, laine, en anglais, et Thorb, ferme, en vikings-danois). Orphelin de père 3 mois avant sa naissance, sa mère, Hannah Ayscough, se remarie alors qu'il a trois ans avec le pasteur Barnabas Smith, et place son fils chez sa grand mère maternelle, Margery Ayscough, sous la tutelle de son oncle. 

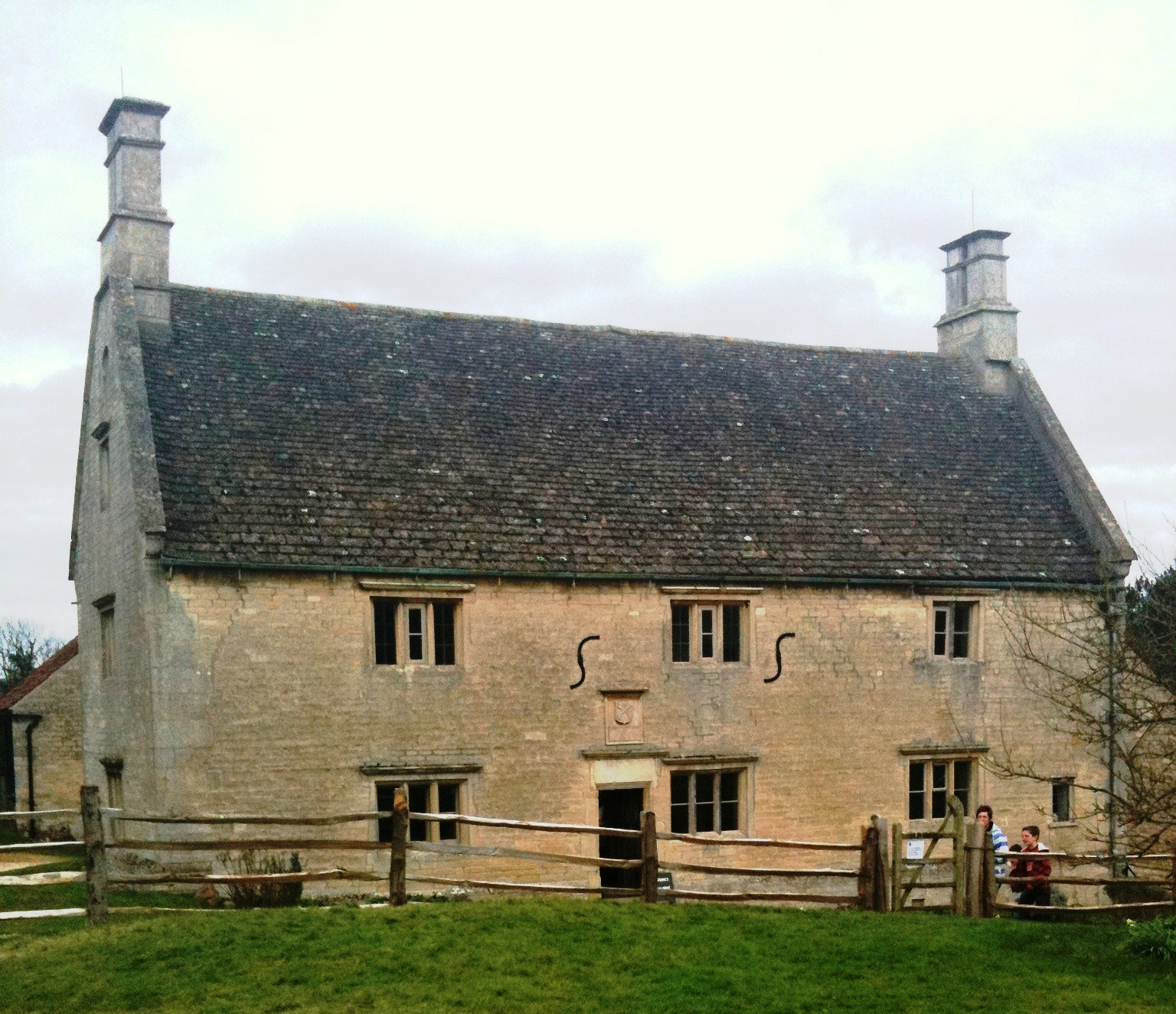
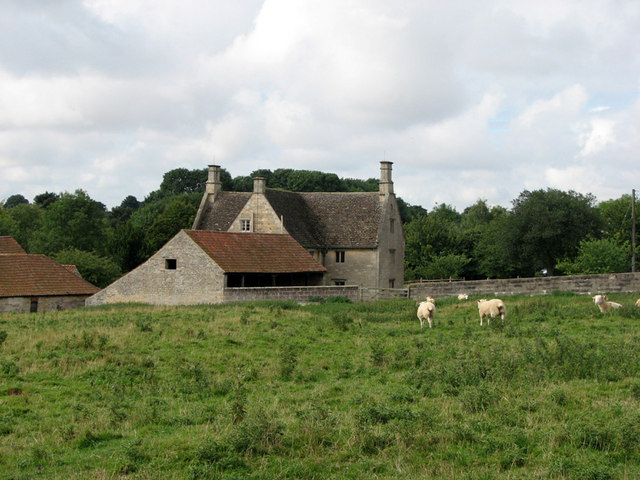
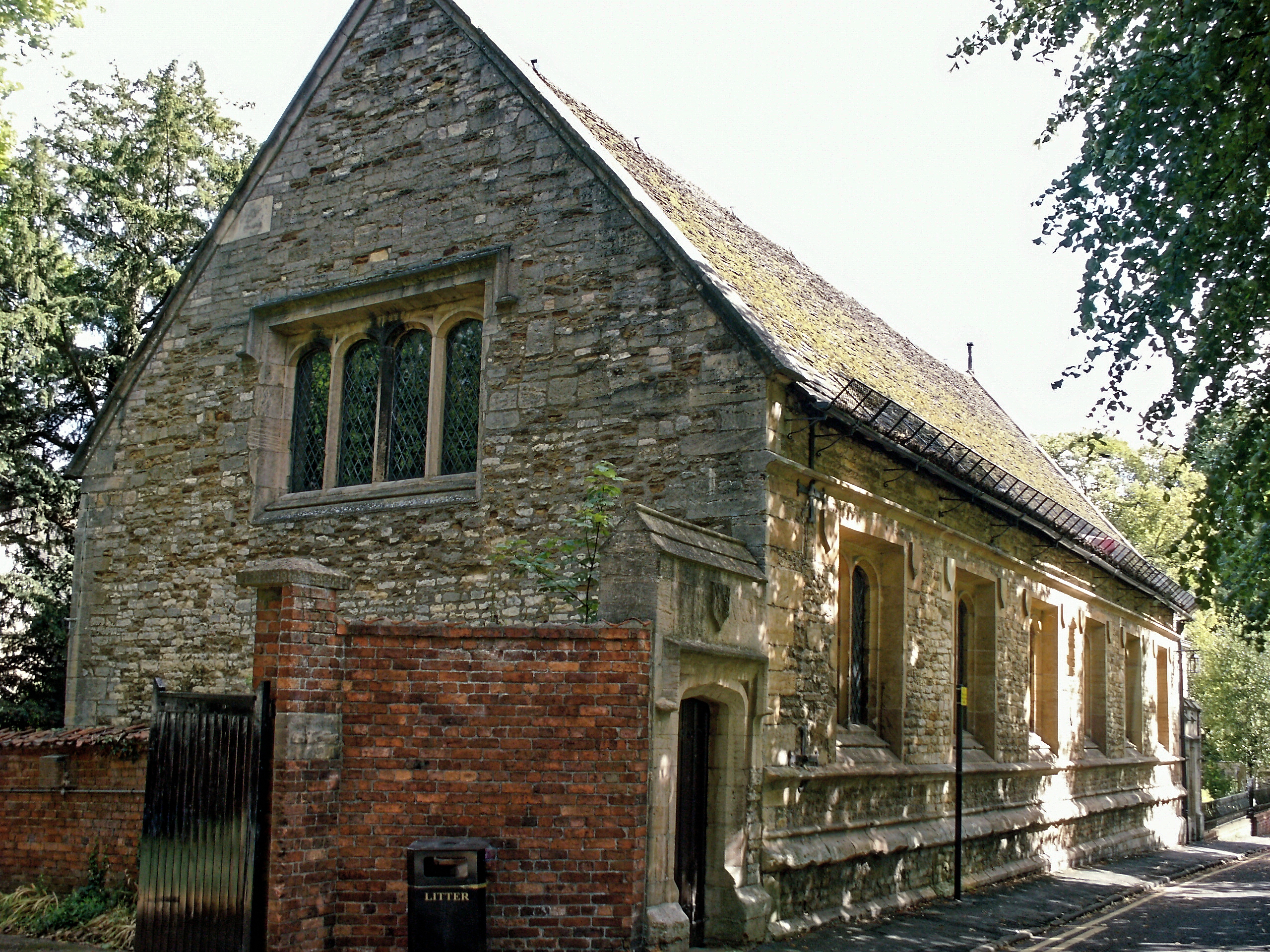
The King's School de Grantham.

Il entre à cinq ans à l’école primaire de Skillington, puis à The King's School de Grantham entre 12 et 17 ans. A nouveau veuve en 1653, sa mère le fait revenir au manoir en octobre 1659, pour le destiner à reprendre le domaine familial. Rapport à son génie pour les mathématiques, l'alchimie, la physique, et la mécanique..., son professeur Henry Stokes la persuade alors de le laisser poursuivre ses études au très prestigieux Trinity College de l'Université de Cambridge près de Londres, où il s'installe en 1661. Il y obtient un Master of Arts (Oxbridge) et le titre de Senior Fellow en 1668, et y est ordonné prêtre anglican.

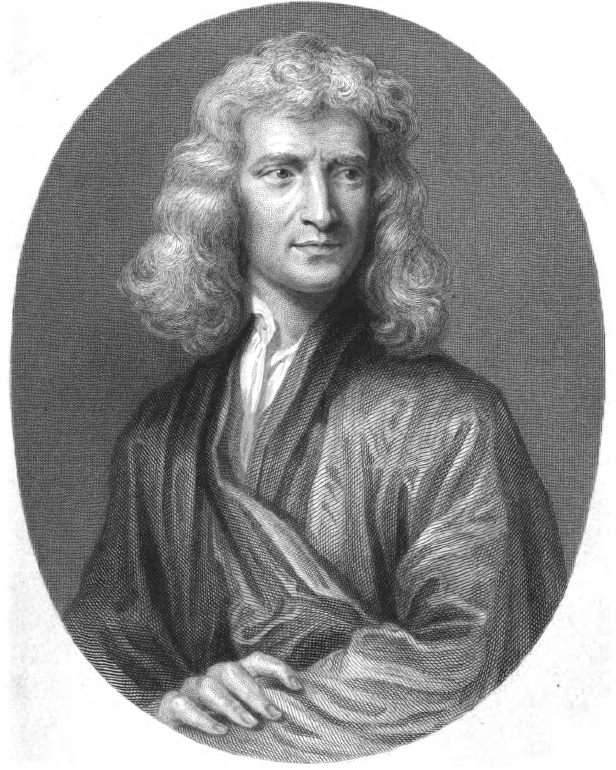
Isaac Newton. Portrait en publié en 1850.
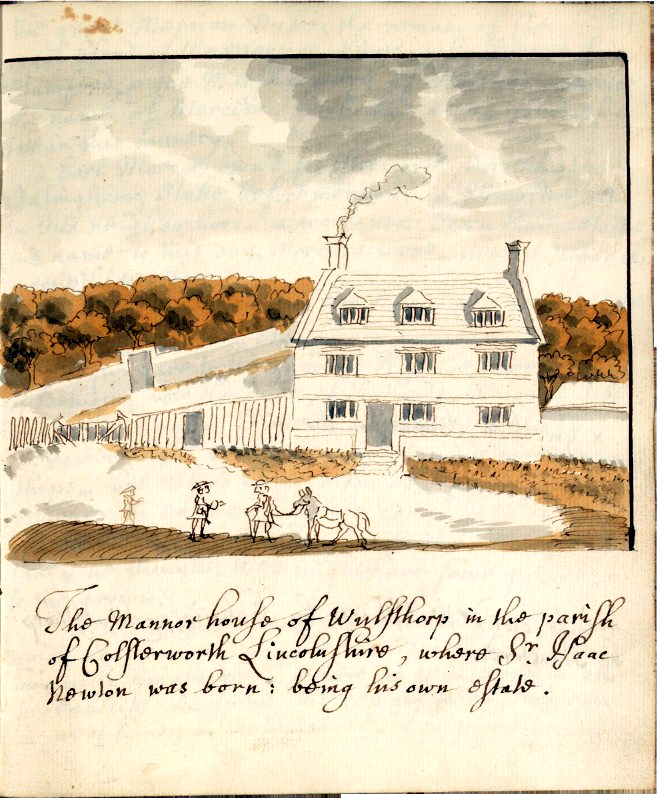
Memoirs of Sir Isaac Newton's life, par William Stukeley (1752).
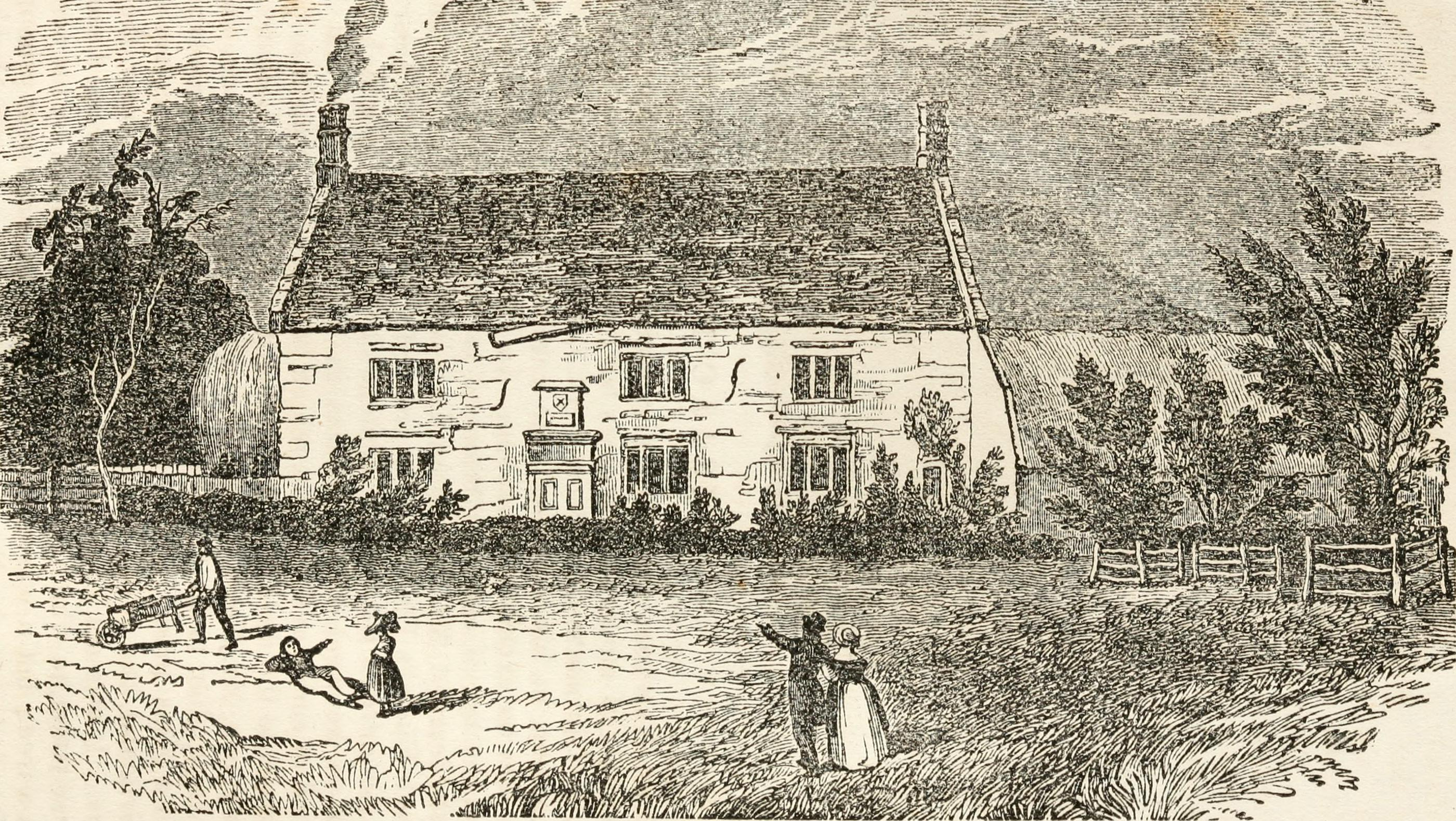
Le manoir en 1856.
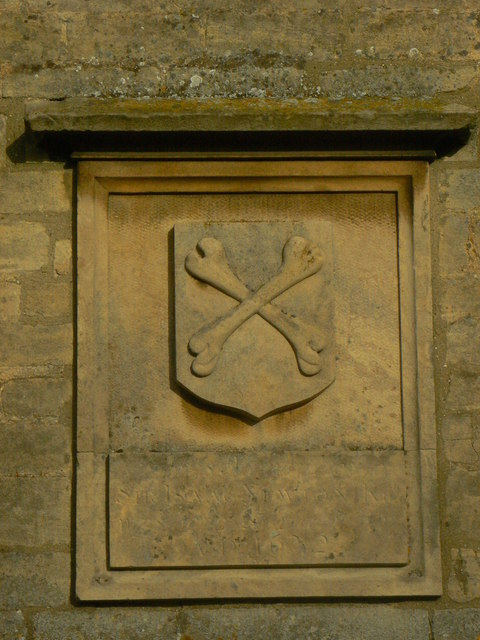
Armoiries familiales du manoir (deux os de mouton croisés).

Newton revient au manoir entre 1665 et 1667, à la suite de la fermeture de l’Université de Cambridge des suites de la grande peste de Londres. Inspiré entre autres par les Platoniciens de Cambridge de l'époque, il y mène d'importantes études scientifiques révolutionnaires pour son époque, d'observations, d'expérimentations, et de découvertes, durant deux ans d'isolement obsessionnelle autodidacte quasi total, sur la Philosophie naturelle, l'algèbre, la mécanique, l'optique..., ou il formule entre autres ses travaux de Formule du binôme de Newton, d'Identités de Newton, de lumière, et d’optique... L'Annus mirabilis 1666 : l'année d'Isaac Newton est considérée comme « année de merveilles » ou « année des miracles », en latin, à la suite de ses importantes découvertes de la Révolution scientifique. 

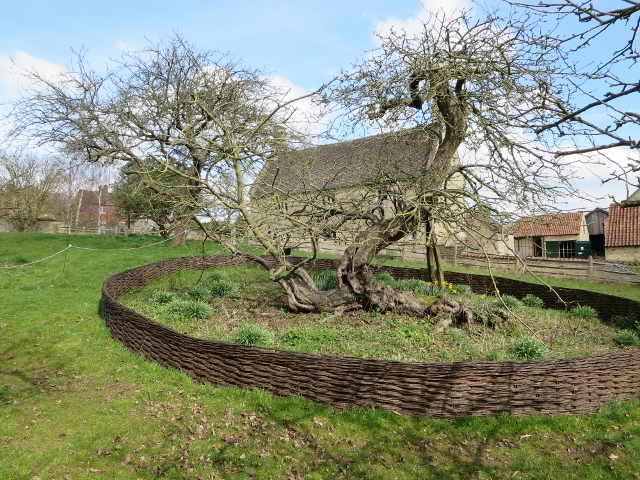
Pommier descendant du « Pommier de Newton », devant le manoir, duquel serait tombée la
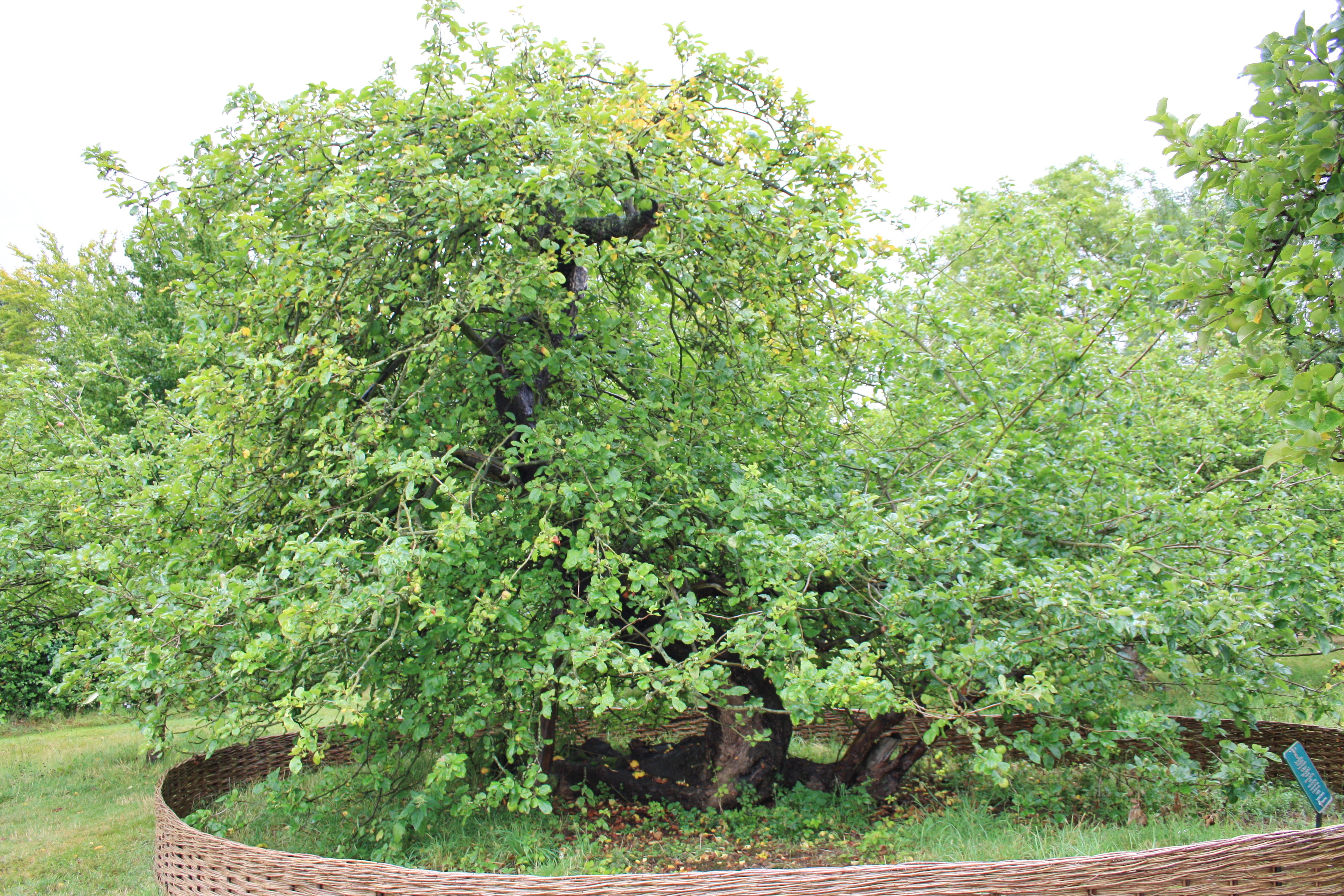
célèbre « Pomme de Newton » à l'origine de la loi universelle de la gravitation d'Isaac Newton.
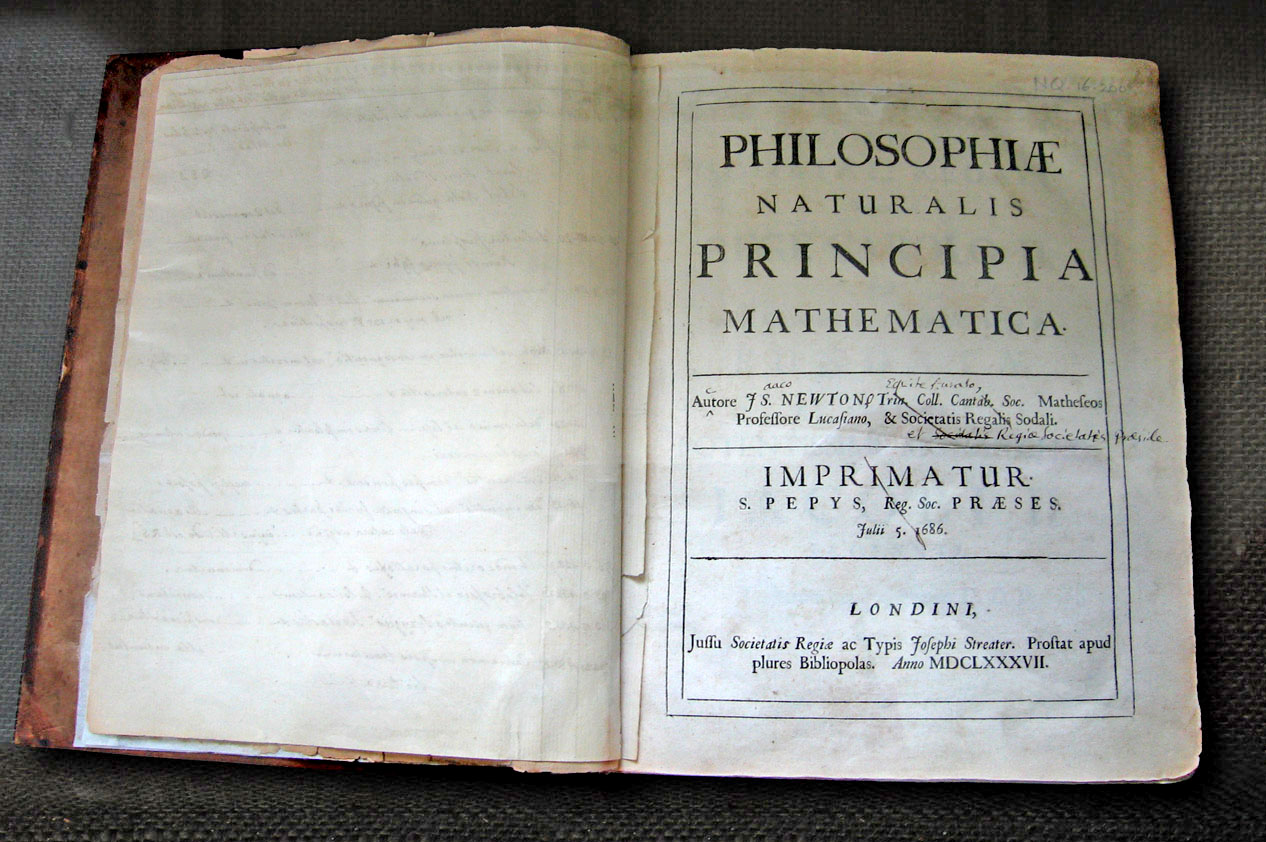
Principes mathématiques de la philosophie naturelle (Philosophiae naturalis principia mathematica) (l’œuvre de sa vie).
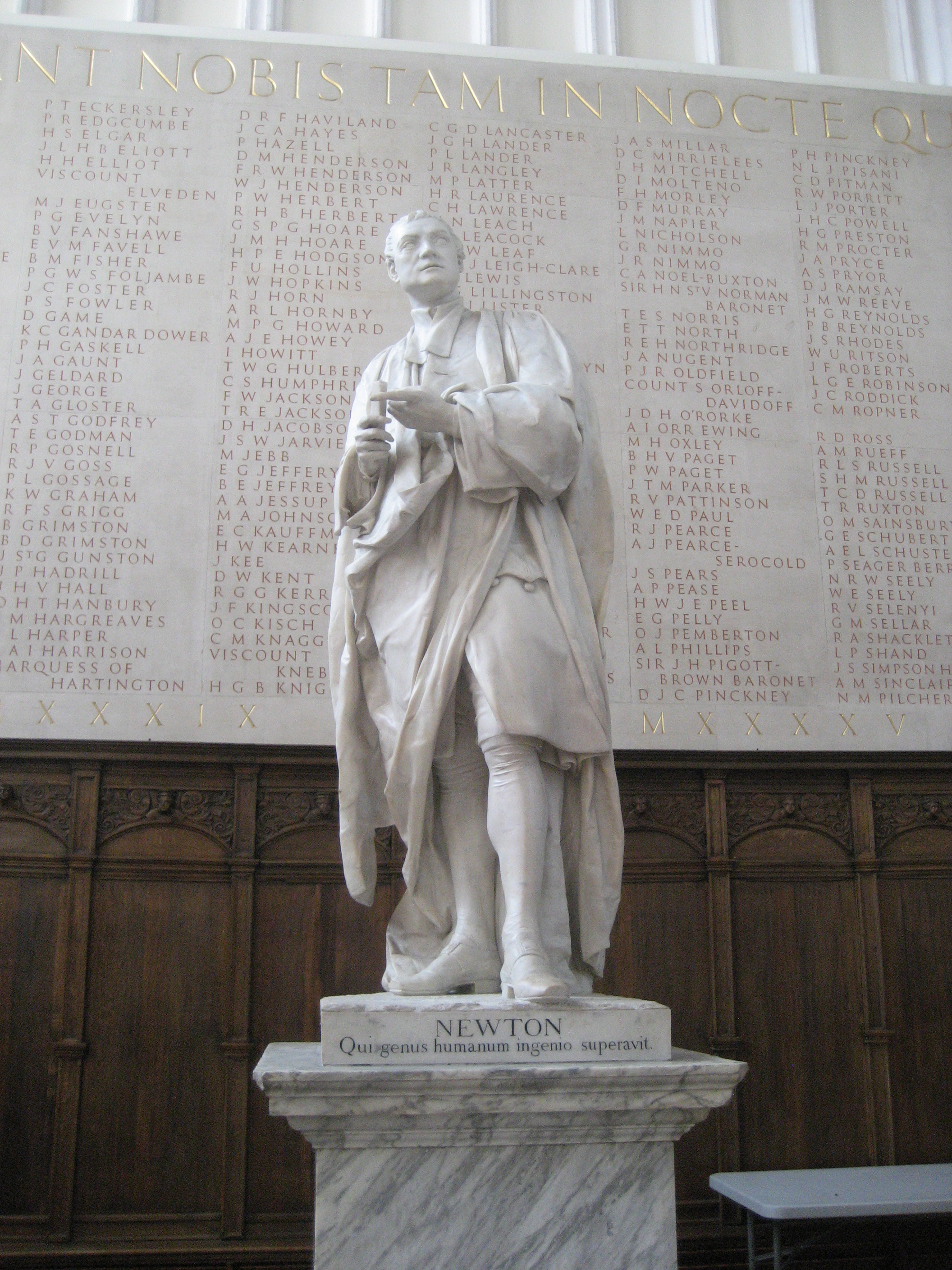
Isaac Newton au Trinity College de Cambridge.

La légende veut que ce soit dans le jardin-verger de ce manoir, que Newton se demande « pourquoi une pomme tombée d'un pommier tombe toujours perpendiculaire au sol » qui lui inspire sa célèbre Loi universelle de la gravitation, publiée dans l'œuvre maîtresse de sa vie Principes mathématiques de la philosophie naturelle (Philosophiae naturalis principia mathematica) en 1687. Le National Trust for Places of Historic Interest or Natural Beauty propriétaire des lieux revendique à ce jour, de posséder le « pommier de Newton (en) », arbre entouré d’une petite clôture de protection, qui serait issu d'une repousse en 1820 de l'arbre d'origine, abattu à la suite d'une tempête de 1816.

### Musée
Les lieux appartiennent à ce jour au National Trust for Places of Historic Interest or Natural Beauty, ouvert au public à la saison touristique, avec exposition du manoir typique du XVIIe siècle rénové d'époque, avec meubles, décors, objets, documents, de l'enfance et de la vie d'Isaac Newton, ainsi que quelques dépendances (grange à céréales, grenier à foin, jardin potager, « Pommier de Newton »...) et musée scientifique pour participer à diverses expériences physiques des découvertes d'Isaac Newton. Ce musée est un lieu de pèlerinage scientifique, visité entre autres par Albert Einstein et Stephen Hawking...